# Kådisbellan
Kådisbellan är en roman författad av Roland Schütt och utgiven 1989. Den blev även film 1993 med bland annat Jesper Salén och Stellan Skarsgård i rollerna. Boken är självbiografisk och handlar om författarens uppväxt på 1920-talet. Hans mor säljer kondomer, vilket var olagligt på den tiden. Roland stjäl de gömda kondomerna för att göra ballonger och slangbellor av dem. Boken utgavs igen 2006 i En bok för alla.